# 花置寺造像
花置寺造像，位于中国四川省成都市邛崃市临邛镇柏树村，为唐朝至宋朝时期的摩崖造像。
1980年7月7日列為四川省重新確定公布的第一批省級文物保護單位。2006年5月25日公佈為第六批全國重點文物保護單位，另外包括附近的磐陀寺造像以及位于邛崃市大同乡的石笋山造像，合稱邛崃石窟。
花置寺的具体位置在邛崃市临邛镇柏树村竹溪湖水库风景区花石山下。花石山俗称大岩山或千佛岩，山因石色或石刻而得名。摩崖造像始创于唐贞元14年（798年），由原长安御赐敕授上京章敬寺僧采所塑造。现存造像剩余10龛窟，包括千佛壁在内的佛像2019尊，以及记事碑一通。内容包括无量寿佛、西方净土变、千手千眼观音等。最大的无量寿佛高4.7米。